# Musse Pigg på midsommarvaka
Musse Pigg på midsommarvaka (engelska: The Shindig) är en amerikansk animerad kortfilm med Musse Pigg från 1930.

## Handling
Musse Pigg och hans vänner spelar musik och dansar i en ladugård, Mimmi Pigg spelar fiol medan Musse själv spelar munspel och dansar med en gris.

## Om filmen
Filmen är den 20:e Musse Pigg-kortfilmen som producerades och den femte som lanserades år 1930.
Detta var första gången som figurerna Klasse och Klarabella uppträdde som Musse Piggs vänner. I tidigare filmer de medverkat i har de framställts som bondgårdsdjur.
Scenen där Musse dansar med en gris återanvändes i den senare Musse Pigg-kortfilmen Håll takten, spelemän som utkom 1932.
Filmen hade svensk premiär den 2 november 1931 på biografen Capitol i Stockholm.

## Rollista
- Walt Disney – Musse Pigg, Klasse
- Marcellite Garner – Mimmi Pigg, Klarabella[6]